# Bahía del Somme
La bahía de Somme (del francés: Baie de Somme) es una bahía situada en el canal de la Mancha, océano Atlántico (Francia). Se encuentra en la costa de la región de Picardía y el territorio llamado «de la Baie de Somme» tiene una extensión de unos 70 km² entre la punta de Hourdel, al sur, y el punto de Saint-Quentin-en-Tourmont, al norte. El río Somme, río costero que ha dado su nombre al departamento, desemboca en el canal de La Mancha a su derecha.
La bahía de Somme es hoy reconocida en el plano internacional por su riqueza ecológica; está considerada como un lugar de alto valor ornitológico. Sus diferentes zonas ofrecen las condiciones de acogimiento favorables para las aves, sedentarias y migratorias.
Esta riqueza ha provocado la creación, dentro de su parte norte (desembocadura de la Maye), de una reserva nacional de caza en 1968 transformada en reserva natural (con modificaciones de sus límites) en 1994 (Réserve naturelle de la Baie de Somme dont le Parc du Marquenterre, RNN 118). El 30 de enero de 1998, un área de 17 000 ha  (n.º ref. 925) fue declarada sitio  Ramsar. En el año 2011 fue reconocida como uno de los Grand site de France.